# 当代基督教音乐
當代基督教音樂（英語：Contemporary Christian music，縮寫：CCM；又稱當代福音音樂、現代基督教音樂、現代福音音樂、流行基督教音樂和流行福音音樂，中性名字為勵志音樂），是現代流行音樂的一種類型，歌詞重點在於抒發個人對於基督教信仰的情感。它的形成是由於受1960年代耶穌運動影響的人們開始以比當時教堂流行的讚美詩、福音和南方福音音樂還更現代的音樂風格表達自己。
較著名的當代基督教音樂排行有告示牌雜誌的「基督教專輯」、「基督教歌曲」、「熱門基督教成人當代」、「基督教CHR」和「基督教數位歌曲」等。而在iTunes Store內，則以分類「基督教和福音」代表。相關獎項有福音音樂協會聖鴿獎。
此外，還有很多的流行音樂也抒發了對於基督教信仰的情感，但那些作品通常並沒有認定為當代基督教音樂。同時，一些主流的音樂歌手或組合有時候也會發表基督徒題材的作品，例如：鮑勃·迪倫和U2樂團，亦不是當代基督教音樂。
現今，當代基督教音樂較為華人所熟知的的歌手或樂團有讚美之泉、約書亞樂團、香港基督徒音樂事工協會、阿瓦隆樂團（Avalon）、艾米·格蘭特（Amy Grant）、巴洛女孩樂團、鑄冠樂團、克里斯·湯姆林、城市豐收教會、戴夫·巴恩斯、大衛克勞德樂團、生命狂想？樂團）、山丘之歌教會、泥土壺子樂團、傑里米·坎普（Jeremy Thomas Camp）、憐憫我樂團、邁克爾·W·史密斯（Michael W. Smith）、娜塔莉·格蘭特、新聞男孩樂團（NewsBoys）、星球震動者樂團、麗蓓嘉·聖·詹姆斯、斯蒂夫·科蒂斯·查普曼（Steven Curtis Chapman）、第三天樂團、托比麥克等等。
當代基督教音樂通常用以代表來自美國田納西州納許維爾的搖滾、流行和福音音樂。

## 歷史
1950年代，隨著搖滾樂的日漸流行，這種形式最初被教會駁回，因為它被認為會鼓勵犯罪。然而，隨著福音派教會吸引越來越多的人，崇拜中使用的音樂風格也因採用這種流行風格而產生變化。
當代基督教音樂一詞源起於1960年代晚期到1970年代初期的耶穌運動，最初被稱為「耶穌音樂」。
「大約那個時候，許多來自六零年代反文化的年輕人自稱信仰耶穌。堅信毒品，自由性行為和激進政治等荒蕪生活方式，『嬉皮士』變成了『耶穌子名』。」然而有些人認為耶穌是另一種「旅行」。
正是在1970年代耶穌運動期間，基督教音樂才開始在其間發展。「耶穌音樂」開始創作有關愛與和平的歌曲，然後轉化為對上帝的愛。撰寫《重新思考教會音樂》一書的保羅·沃萊格姆斯（Paul Wohlegemuth）說：「教會音樂的各個層次都將接受搖滾樂。搖滾風格將被所有人熟悉，過去的節奏性過剩將變得精緻，早期世俗的聯想將被忘記。」
賴瑞·諾曼（Larry Norman）經常被人們稱為「基督教搖滾之父」，因為他早期（在耶穌運動之前）將搖滾節奏與基督教信息融合在一起。儘管他的風格最初在當時的基督教社區並未受到很多人的歡迎，但他還是繼續創作有爭議的硬式搖滾歌曲。他被認為是福音音樂名人中「首次將搖滾樂與基督教歌詞結合在一起」的藝術家。
這一運動的先驅還包括凱思·格林（Keith Green）、使徒行傳第二章樂團（The 2nd Chapter of Acts）、巴里·麥圭爾（Barry McGuire）、安德雷·克勞屈（Andrae Crouch）、埃維（Evie），本尼·海斯特（Benny Hester）、帝王（The Imperials）、翁慧韻（Vivien Weng）和吳秉堅（Ben Ng）等。到了1980年代，耶穌音樂已發展成價值數百萬美元的產業。
這種風格出現在1970年代和1980年代盛行。從1978年7月開始，《CCM雜誌》開始報導「當代基督教音樂」藝術家和一系列的精神主題，直到2009年發佈線上出版物為止。
它在歌曲及其歌詞的背後具有某些主題和信息，包括讚美，崇拜，信仰，鼓勵，見證和禱告。這些歌曲還關注奉獻，啟示，救贖，和解與復興等主題。許多人在生命的艱難時期裡聆聽當代基督教音樂以尋求安慰。當代基督教歌曲中傳達的歌詞和信息旨在傳播福音和敬拜耶穌。當代基督教音樂最早的目標之一是將耶穌的福音傳播給非基督徒。此外，當代基督教音樂也增強了信徒的信仰。
現今，基督教音樂的專輯銷量比古典音樂、爵士樂、拉丁美洲音樂、重金屬音樂、新世紀音樂和原聲音樂還要多。

## 風格和藝術家
當代基督教音樂受到民間、福音、流行音樂和搖滾樂、軟式搖滾、民謠搖滾、另類、嘻哈音樂等各種音樂類型的影響。
較具有魅力的教堂對CCM音樂產生巨大影響，並且是CCM音樂的最大生產者之一。新頌教會是著名的CCM藝術家之一。CCM音樂也已增長許多流派，例如：基督教龐克、基督教硬派，基督教重金屬和基督教嘻哈音樂，雖然通常不被視為CCM，但也可以歸類為該類別。當代崇拜音樂（Contemporary worship music）也被納入CCM。

最早從搖滾樂中加入抒發對於基督教信仰情感的歌手或組合有佩特拉樂團、兒童日樂團、賴瑞·諾曼、巴里·麥圭爾（Barry McGuire）、安德雷·克勞屈（Andrae Crouch）、使徒行傳第二章樂團和情歌樂團等。

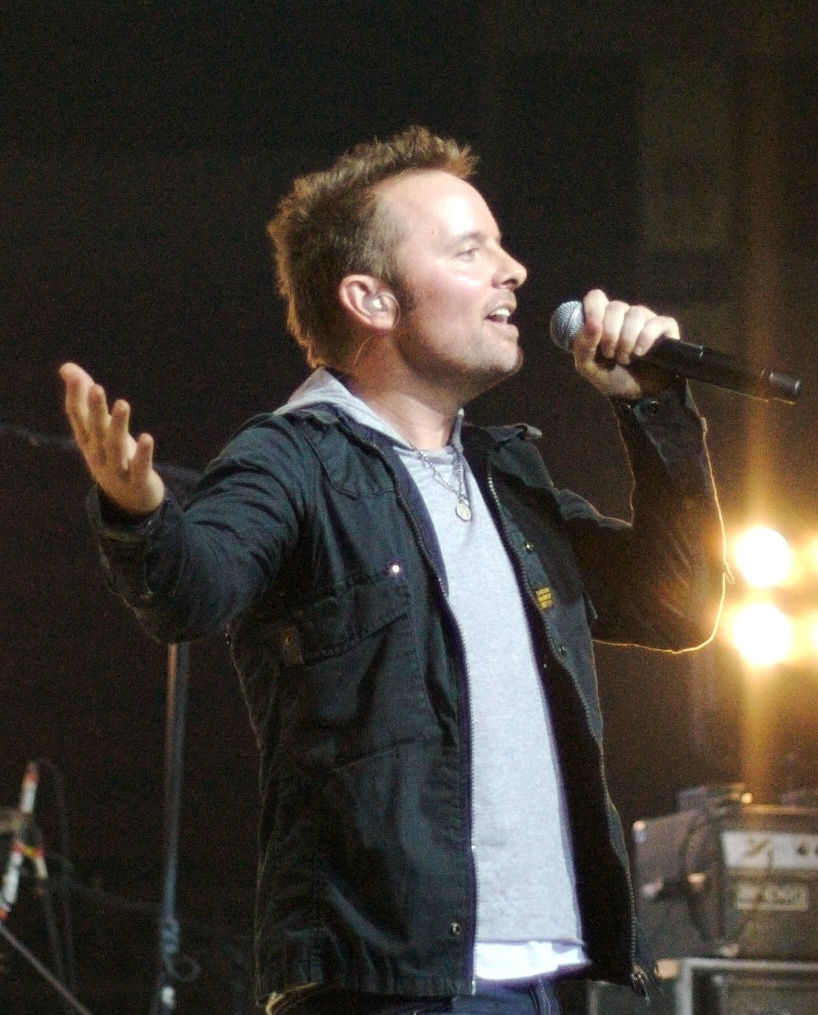
克里斯·湯姆林
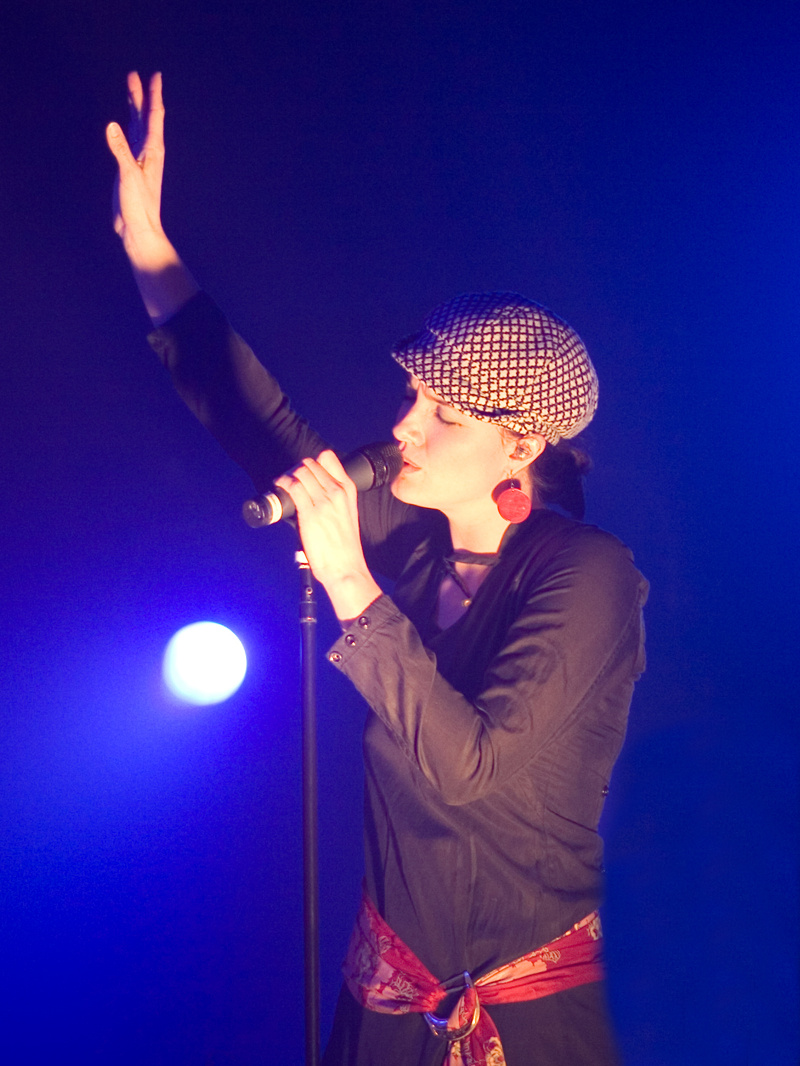
瑞貝卡·詹姆斯（Rebecca St. James）
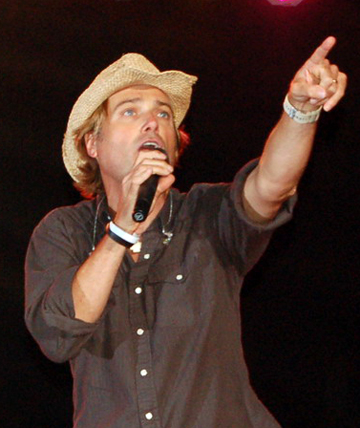
米高·W·史密夫

## 爭議
自1940年代起，將基督教信息加入流行音樂的概念已經在不同的途徑引起了人們的爭議。
基督教大學鮑勃瓊斯大學（Bob Jones University）禁止寄宿學生在學校聽當代基督教音樂。
普通人會認為搖滾福音音樂是奇特的，因為搖滾音樂常被與性罪行、叛亂、毒品和酒精有關聯，而後者與基督教傳教道義互相違背。
另外，有一些保守的基督徒認為流行音樂媒介是邪惡的，因此不適合基督徒參與。例如：鮑勃瓊斯大學禁止其學生聽當代基督教音樂。一些有名的CCM評論家也反對將基督信息加入流行音樂，包括Dan Lucarini和Kimberly Smith。